# Spathius capillaris
Spathius capillaris är en stekelart som beskrevs av Shi och Chen 2004. Spathius capillaris ingår i släktet Spathius och familjen bracksteklar. Inga underarter finns listade i Catalogue of Life.